# Borrowby (Scarborough)
Pour les articles homonymes, voir Borrowby.
Borrowby est un village et une paroisse civile du Yorkshire du Nord, en Angleterre.